# Плещеево озеро (национальный парк)

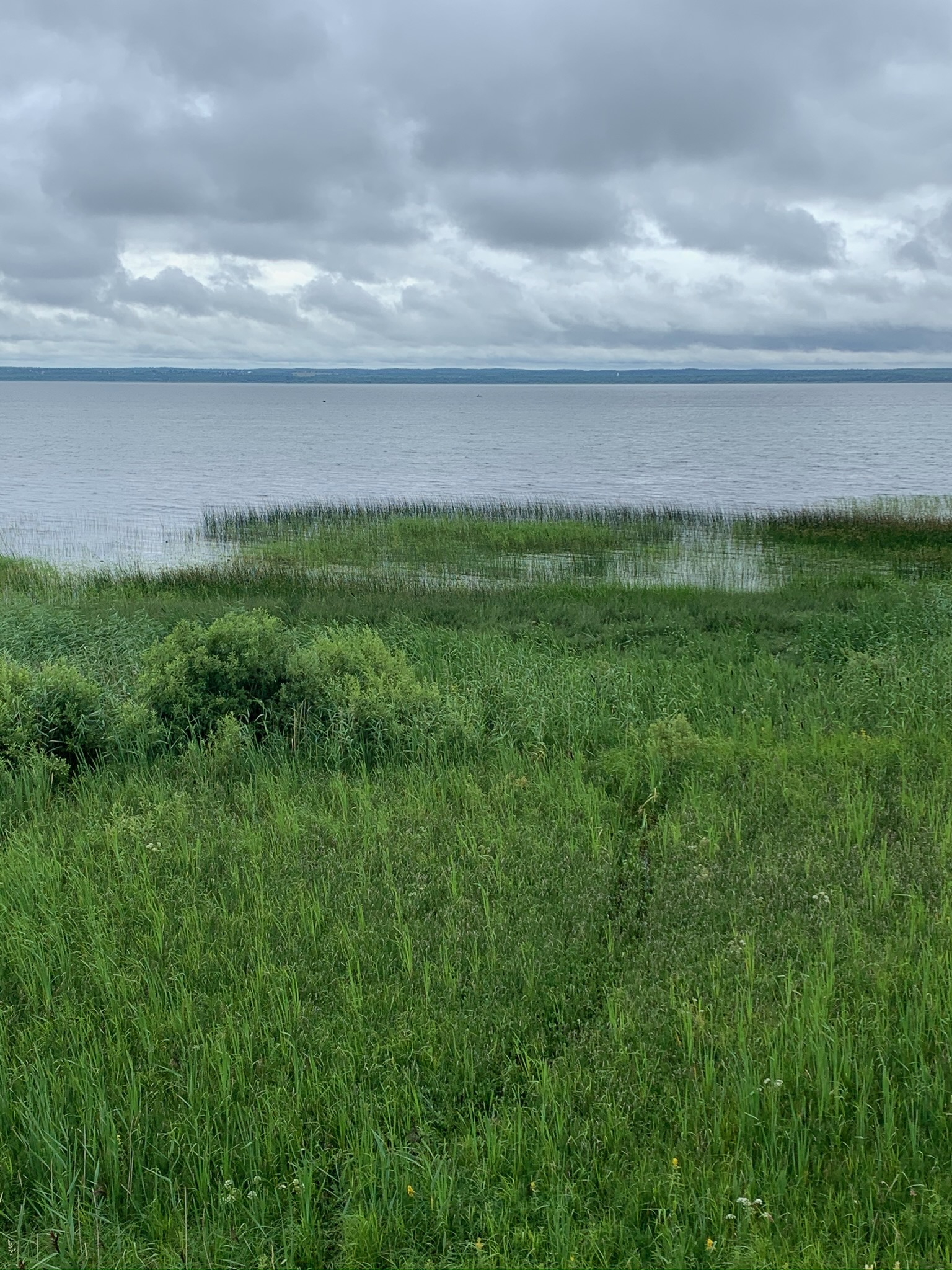
Озеро Плещеево

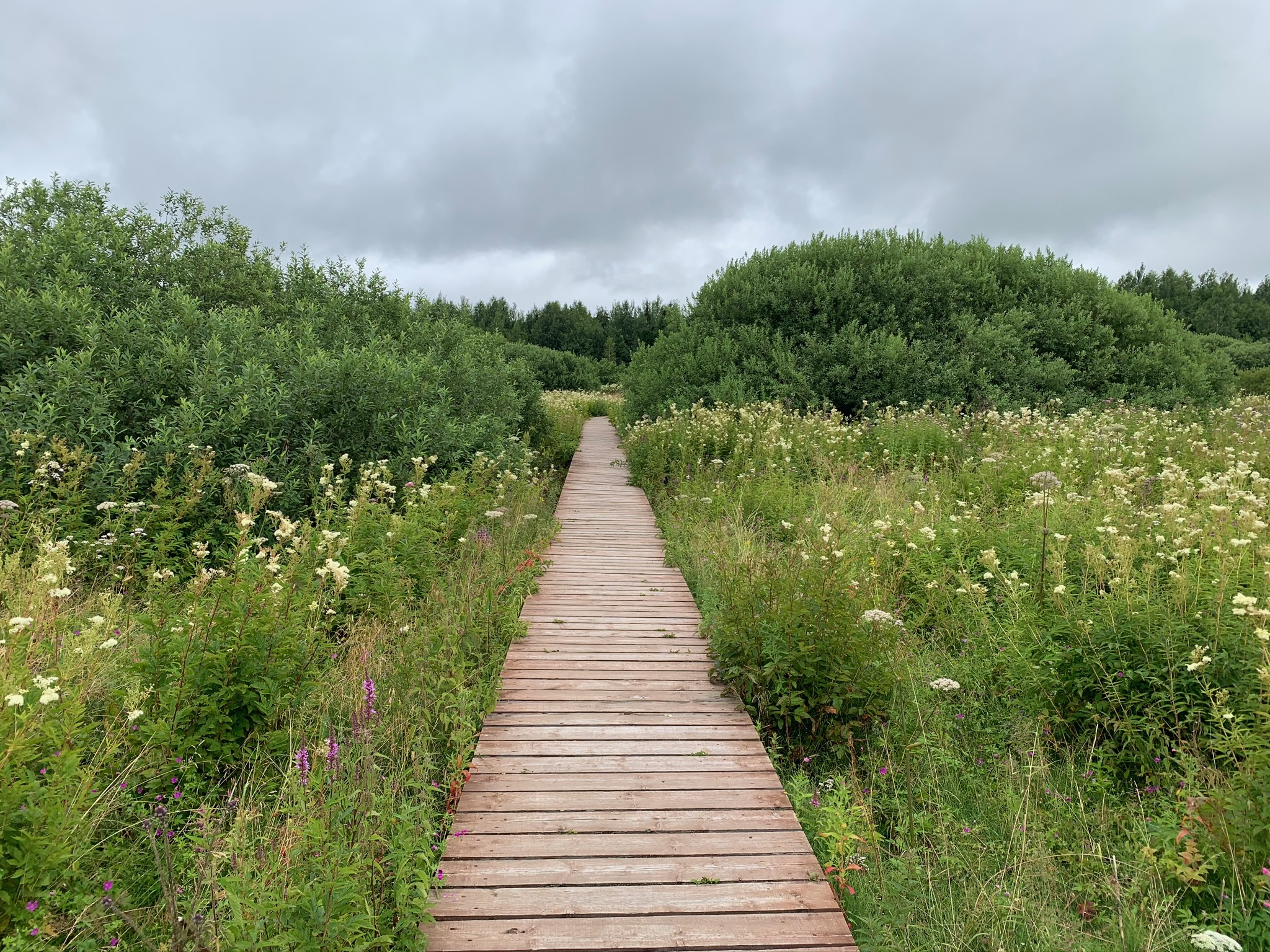
Экологическая тропа "Серая цапля"

«Плеще́ево о́зеро» — национальный парк на юго-западе Ярославской области России. Расположен на территории Переславского района, в центральной части Восточно-Европейской равнины, в бассейне Верхней Волги.
Национальный парк находится в ведении Министерства природных ресурсов и экологии Российской Федерации.

## История
Основан 26 сентября 1988 года как Переславский природно-исторический национальный парк Постановлением Совета Министров РСФСР от 26.09.88 г. № 400. Находился в ведении Администрации Ярославской области и функционировал как её структурное подразделение. В 1998 году Постановлением Правительства РФ 17.07.1998 г. № 777 Переславский Природно-исторический национальный парк переименован в национальный парк «Плещеево озеро» и объявлен особо охраняемой природной территорией.
С 2000 года парк находился в ведении Министерства природных ресурсов РФ. В настоящий момент подчиняется Министерству природных ресурсов и экологии Российской Федерации. В состав парка входит Плещеево озеро и прилегающие территории.

## Справочные сведения
Общая площадь парка — 23 790 га, в том числе 15 271 га земель лесного фонда, 5963 га земель водного фонда, 554 га земель сельскохозяйственного назначения, а также 2002 га земель других землепользователей. На территории парка расположены один памятник природы (Криушкинский родник), 26 памятников археологии, два исторических и два архитектурных памятника.
Основные типы растительности национального парка — лесной и болотный (леса занимают около 48 % общей площади). Главные лесообразующие породы — мелколиственные (осина, берёза), а также темнохвойные (ель, сосна). Небольшие участки занимают дуб, липа, клён, ясень, ольха. Дубравы занимают около 1 % площади. Здесь проходит северная граница ареала дуба черешчатого. Всего флора парка включает 790 видов растений, относящихся к 98 семействам; девять из них занесены в Красную книгу России. Особая группа из 19 видов включена в региональный список редких для центра европейской части России и исчезающих видов.
На территории парка обитает около 300 видов позвоночных: 60 видов млекопитающих, среди которых находятся под охраной олень-марал, косуля, белка-летяга, бурозубка-крошка, 210 видов птиц, среди которых имеются редкие — серая цапля, серый гусь, лебедь-кликун и серый журавль, десять видов пресмыкающихся и земноводных, 109 видов насекомых. В водоёмах национального парка водится 19 видов рыб, из них 16 видов в Плещеевом озере, в том числе эндемичная форма европейской ряпушки — переславская ряпушка. Отмечено более 20 видов животных, охраняемых в Ярославской области. Среди них животные, занесённые в Красную книгу России: орлан-белохвост, сокол-сапсан, скопа, чёрный аист, среднерусская белая куропатка, выхухоль, мнемозина.
- Рядом с местечком Кухмарь на территории парка действует экологическая тропа «Серая цапля». Орнитологический маршрут протяжённостью около одного километра охватывает места обитания почти 50 видов птиц. Вести наблюдение за ними можно поднявшись на шестиметровую наблюдательную вышку или с открытой смотровой площадки, а получить полезную информацию о видах птиц можно с помощью красочных информационных стендов, которые установлены на протяжении всего маршрута[1]. место великолепное. местные барыги процветают. установлено много знаков остановка и стоянка запрещена.в установленных местах достаточно конские цены, отсутствие элементарных условий и хамский персонал. всё для снятия денег, а так парк отличный.

## Галерея

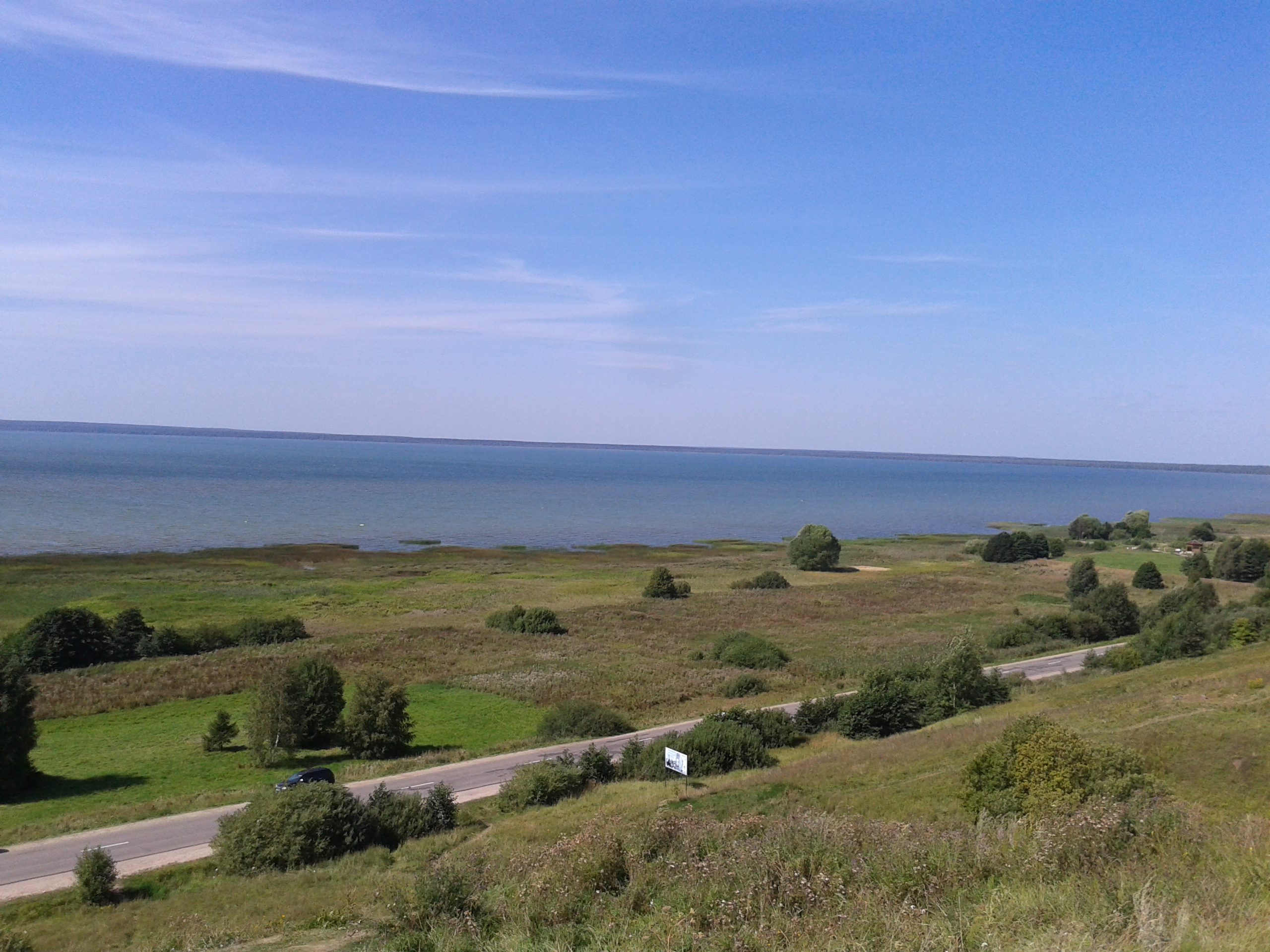
Плещеево озеро (вид с Александровой горы)
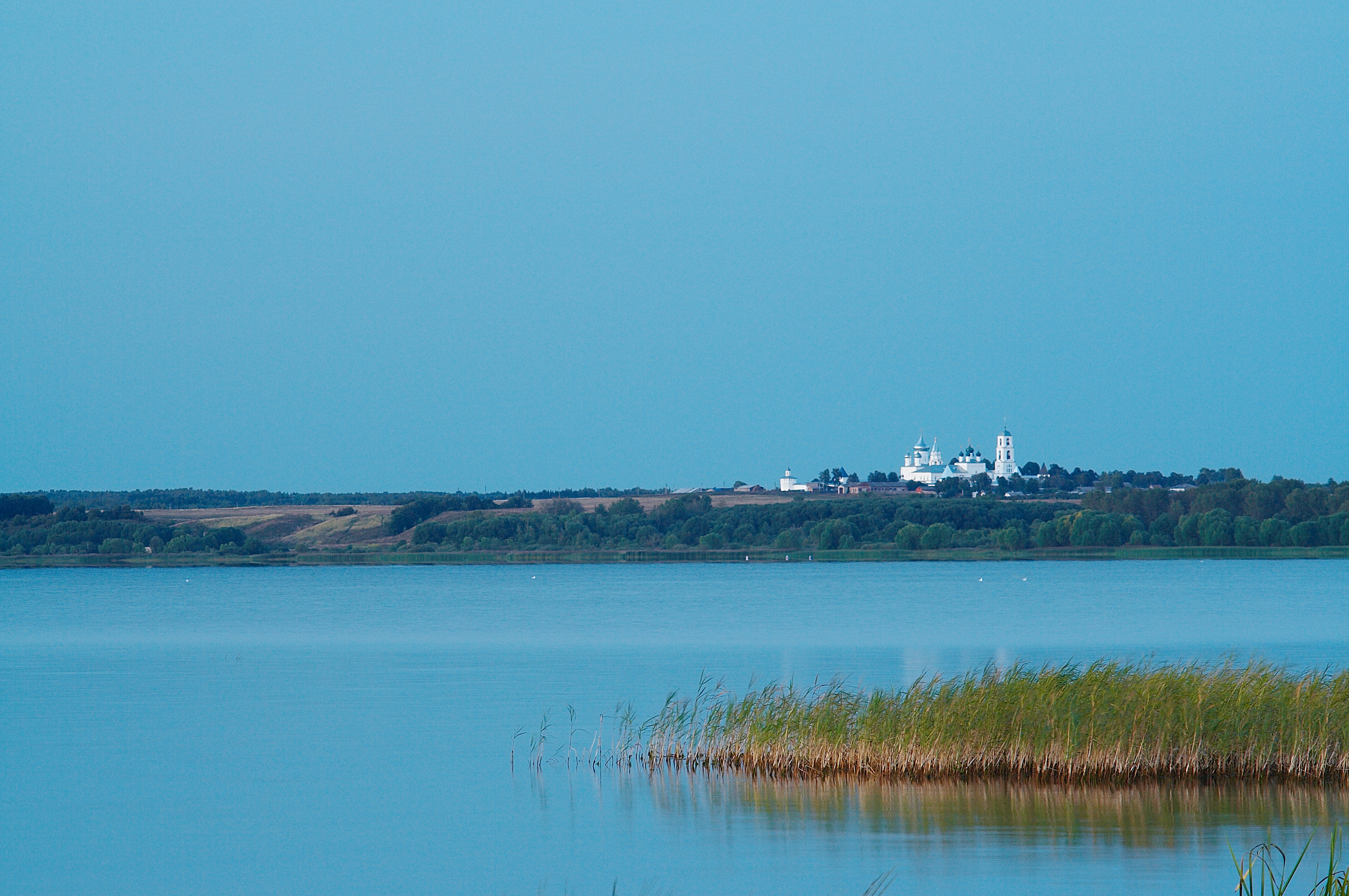
Вид Плещеева озера и Никитского монастыря с Солдатского пляжа
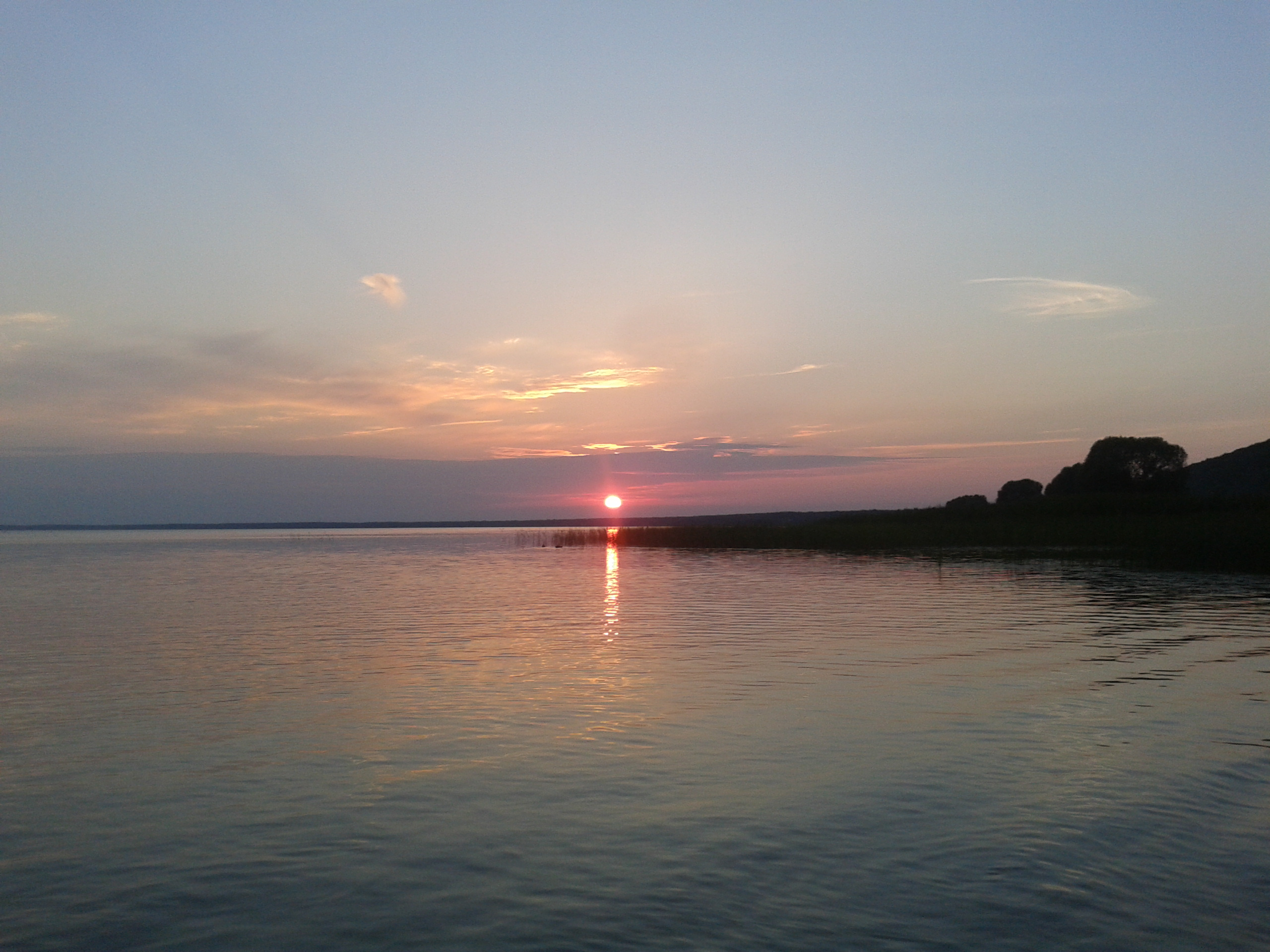
Закат на Плещееве озере
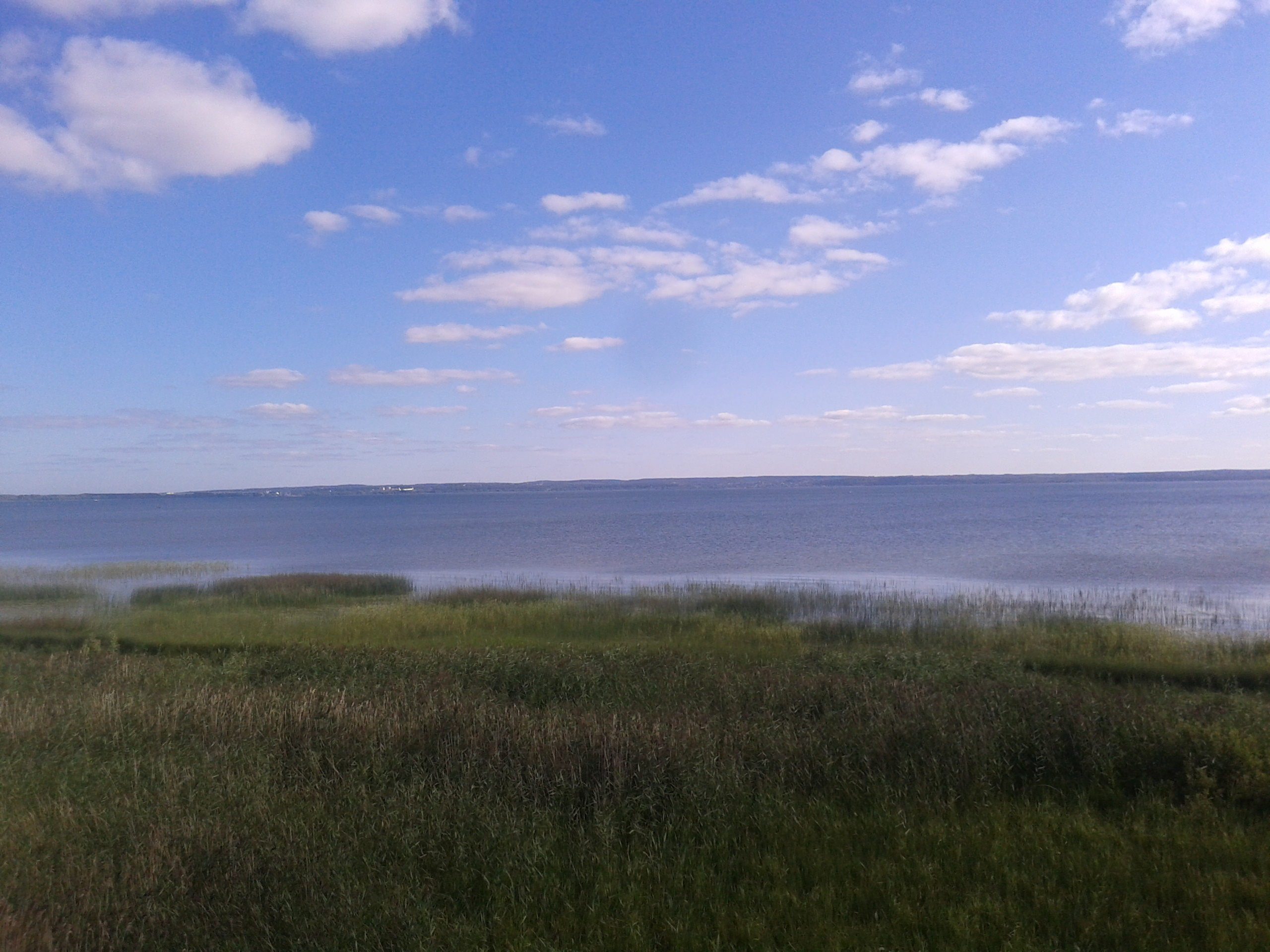
Вид Плещеева озера с наблюдательной вышки экологической тропы «Серая цапля»
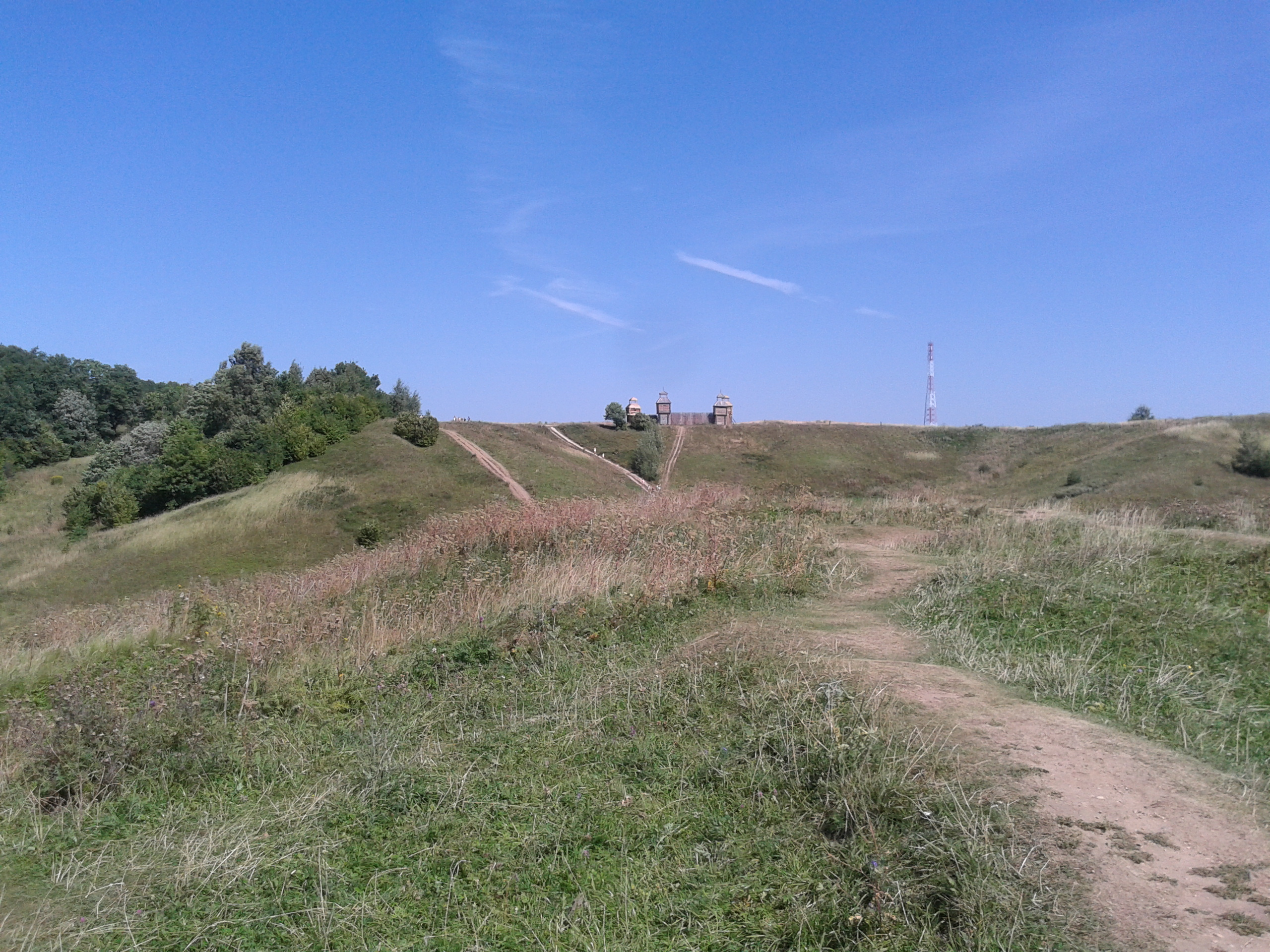
Сторожевой городок с Александровой горы
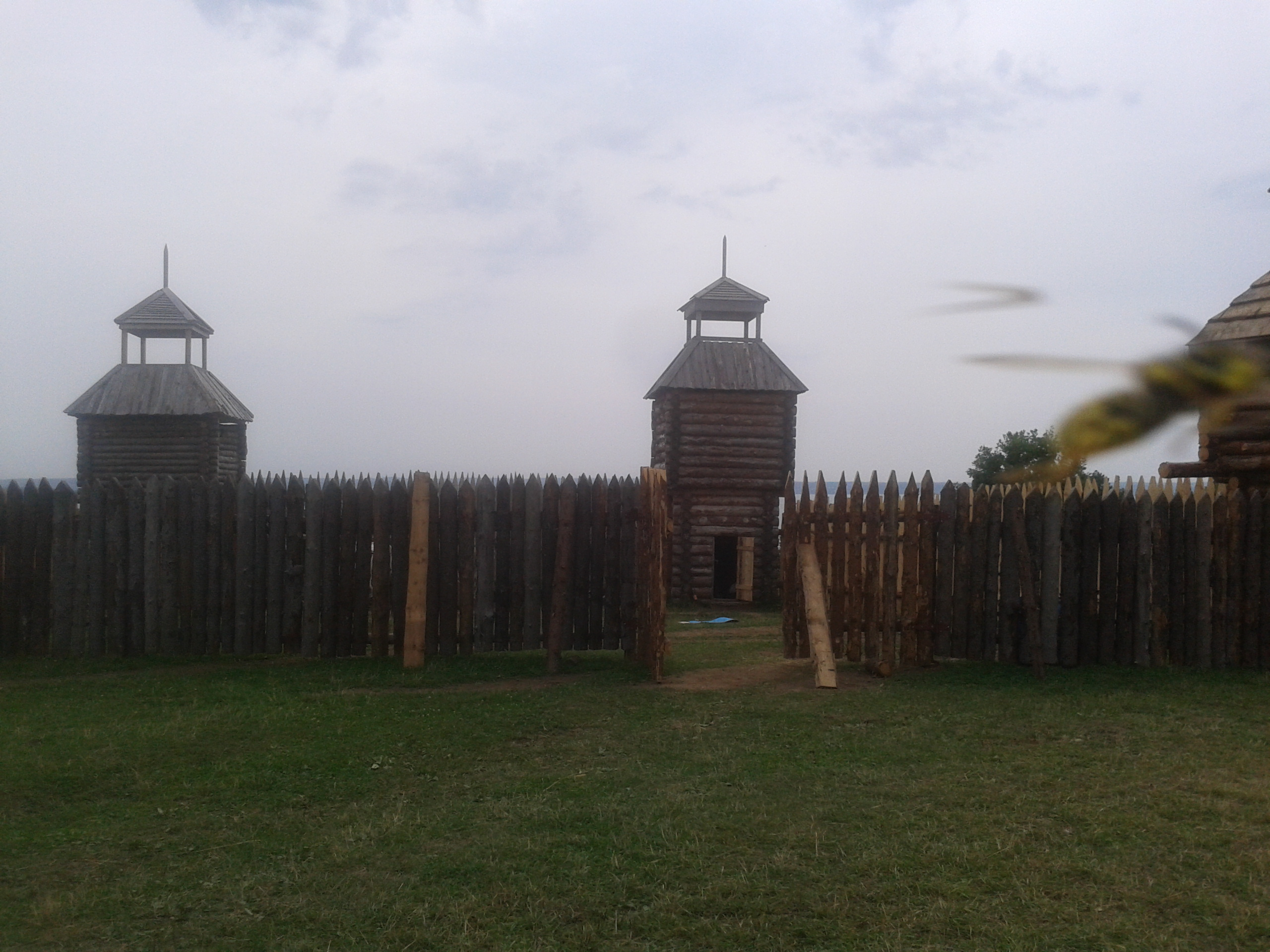
Сторожевой городок Переславль-Залесского природного национального заповедника